# Isnilon Totoni Hapilon
Isnilon Totoni Hapilon (Maluso, 10 de marzo de 1966- Marawi, 16 de octubre de 2017), también conocido como Abu Abdullah al-Filipini, fue emir del Estado islámico en Filipinas.
Había sido dirigente del grupo yihadista Abu Sayyaf antes de que sus hombres juraran lealtad a Abu Bakr al-Baghdadi. Una edición de abril del boletín semanal Al Naba (controlado por el Estado Islámico) dijo que Abu Abdullah al-Filipini había sido nombrado emir de todas las fuerzas del Estado Islámico en las Filipinas. En la madrugada del 16 de octubre de 2017, fue abatido por el ejército filipino en la batalla de Marawi (2017)

## Primeros años
Según el FBI y el RFJ del Departamento de Estado de los Estados Unidos, Hapilon nació el 18 de marzo de 1966 en el  barangay de Bulana, municipio de Lantawan, provincia de Basilán, República de las Filipinas.
El Gobierno de EE. UU. lo describe como «delgado; puede tener pelo en la barbilla y un leve bigote» y su personalidad como «simpático con sus compañeros; orgulloso y seguro en sus capacidades». Es un hombre esbelto con su altura que varía de 1,52 metros o «de 1,67 m a 1,73 m» y pesa alrededor de 54 kilos. Su tez está descrita como «bronceado [o] ligeramente blanco».
Según el FBI, pasa desapercibido con alias tales como Abu Musab, Sol, Abu Tuan, Esnilon y Salahuddin. El Programa de Recompensas por Justicias enumera más apodos, como Abubakar Hapilon, Amah Hi Omar, Abu Omar, Abubakar, Bakkal. Habla joloano, tagalo y yakán, además de inglés. Su paradero es desconocido; ha podido viajar a Arabia Saudita y Malasia.
A finales de los años 1980, Hapilon se graduó de ingeniería en la Universidad de Filipinas.

## Actividad terrorista

### Abu Sayyaf
En 2002, Hapilon y otros cuatro miembros del ASG - Khadaffy Janjalani, Hamsiraji Marusi Sali, Aldam Tilao y Jainal Antel Sali, Jr. — fueron acusados en Guam y los Estados Unidos por sus roles en los secuestros en Dos Palmas de 2001, de 17 filipinos y 3 estadounidenses, y la eventual decapitación de uno de los norteamericanos, Guillermo Sobero. Hapilon es el único de los acusados que aún sigue con vida. El 24 de febrero de 2006, Hapilon, junto con Janjalani y Jainal Sali, Jr. fueron añadidos en la lista de los terroristas más buscados por el FBI. El RFJ del Departamento de Estado de los Estados Unidos está ofreciendo hasta $5 millones de dólares (aprox. 230 000 000 de pesos filipinos en agosto de 2010) para quien dé información útil sobre el paradero de Hapilon.
Hapilon fue herido en abril de 2013 en una ofensiva del ejército que mató a otros ocho rebeldes en el sur de las Filipinas. Hapilon recibió un disparo durante una redada, pero sus seguidores lograron arrastrarlo fuera del lugar sin incidentes antes de que los soldados ocuparan la base rebelde.

### Estado islámico en las Filipinas
En algún momento en 2013-2014, Abu Sayyaf lanzó un vídeo que confirmaba que Isnilon estaba vivo. En el vídeo, afirmaba que oficialmente había roto las relaciones con al-Qaeda y juró lealtad a Abu Bakr al-Baghdadi y al Estado Islámico.